# Kaan-Marienborn
Kaan-Marienborn ist ein östlicher Stadtteil von Siegen. Er gehört zum Siegener Bezirk III (Ost).

## Geografie
Durch den Ort fließt die Weiß, die in Siegen in die Sieg mündet. In Kaan-Marienborn mündet der Breitenbach in die Weiß.
Im Westen grenzt Kaan-Marienborn an Siegen, im Norden an die Stadtteile Bürbach und Volnsberg sowie im Osten an Feuersbach an.

## Geschichte
Der Ortsteil Kaan wurde im 13. Jahrhundert erstmals urkundlich erwähnt.
Im Jahr 1901 wurde mit der Eisern-Siegener Eisenbahn ein Gleisanschluss geschaffen, um die bereits im Jahr 1444 erstmals genannte Marienborner Hütte anzubinden. Ebenfalls in Marienborn lag die Walzengießerei Gontermann, die 1898 von der Sieghütte bei Siegen nach Marienborn zog. Im Mittelalter bestanden zudem zwei Eisenhütten an der Weiß. Zwischen 1847 und 1957 war die Eisenerzgrube Mocke in Betrieb. Am 10. September 1927 wurde Kaan-Marienborn an das Gasnetz Siegens angeschlossen.
Während des Zweiten Weltkriegs wurden am 1. Februar 1945 bei einem Luftangriff amerikanischer Bomber 162 der 350 Häusern des Ortes dem Erdboden gleichgemacht und Kaan-Marienborn somit größtenteils zerstört.
Am 9. Januar 1948 wurde die Gemeinde Kaan in Kaan-Marienborn umbenannt. Bis zum 30. Juni 1966 gehörte Kaan-Marienborn dem Amt Weidenau an. Gegen die dann folgende Eingemeindung in die Stadt Siegen sprachen sich bei einer Abstimmung 94 Prozent der Einwohner des Ortes aus und zogen erfolglos vor das Landes- und das Bundesverfassungsgericht.

### Wappen
| Wappen der ehemaligen Gemeinde Kaan-Marienborn | Blasonierung: „In Blau unter einem liegenden silbernen (weißen) Haubergsmesser eine silberne (weiße) Eisenhütte mit drei Fenstern und mit zwei Dächern, zwischen denen sich über dem Mittelfenster ein hoher Schornstein erhebt.“ |
| Wappen der ehemaligen Gemeinde Kaan-Marienborn | Wappenbegründung: Das Wappen wurde am 29. Januar 1965 vom nordrhein-westfälischen Innenminister genehmigt. Als Symbole der verschiedenartigen Entwicklung sind das Haubergsmesser und die Eisenhütte dargestellt. Das Haubergsmesser ist das Wahrzeichen für die Wald- und Landwirtschaft; die Eisenhütte verkörpert die vorherrschende Industrie, die das Ortsbild und die Struktur der Gemeinde Kaan-Marienborn seit Jahrhunderten beherrscht und gestaltet, und für die Zukunft Grundlage der Weiterentwicklung sein wird. |

## Einwohnerzahlen
Einwohnerzahlen des Ortes:
| Jahr | Einwohner |
| ---- | --------- |
| 1818 | 555       |
| 1885 | 11046     |
| 1895 | 1061      |
| 1905 | 1357      |
| 1910 | 1473      |
| 1925 | 1954      |

| Jahr | Einwohner |
| ---- | --------- |
| 1933 | 1966      |
| 1939 | 2105      |
| 1950 | 2288      |
| 1961 | 3492      |
| 1994 | 3742      |
| 2004 | 3712      |

| Jahr | Einwohner |
| ---- | --------- |
| 2006 | 3629      |
| 2008 | 3684      |
| 2009 | 3662      |
| 2010 | 3676      |
| 2011 | 3432      |
| 2012 | 3450      |

| Jahr | Einwohner |
| ---- | --------- |
| 2013 | 3416      |
| 2014 | 3428      |
| 2015 | 3507      |
| 2016 | 3471      |

1Kaan: 533 Einwohner, Marienborn: 444 Einwohner, Kaanermühle: 10 Einwohner, Kolonie Rüchthal: 59 Einwohner

## Ehemalige Bürgermeister
- 1948–1956: Albert Schröder († 6. März 2000)[16]

## Wirtschaft und Infrastruktur
Im Stadtteil hat die Privatbrauerei Irle ihren Sitz.
Kaan-Marienborn verfügt über ein Warmwasserfreibad sowie einen Kunstrasen-Sportplatz.
Kaan-Marienborn liegt an der L 719, die von Siegen her kommt, östlich des Ortes auf die L723 trifft und dann weiter in Richtung Feuersbach verläuft. Der Ort ist über Siegen und die Hüttentalstraße an die Bundesautobahn 45 angebunden. Durch den Ort verläuft die Eisenbahnstrecke in Richtung Hessen, der nächstgelegene Bahnhof ist der Siegener Hauptbahnhof.

## Sport
Am 31. Juli 1886 wurde der TuS 1886 Kaan-Marienborn von 20 Einwohnern gegründet. Der Verein bietet zahlreiche Aktivitäten wie Gymnastik, Aerobic, Ballsport oder Leichtathletik an und hatte 2014 über 400 Mitglieder. 2011 beging der Verein feierlich sein 125-jähriges Bestehen. Die erste und zweite Fußballmannschaft spielt seit 2007 beim neu gegründeten 1. FC Kaan-Marienborn, dessen erste Mannschaft 2016 in die Oberliga Westfalen und 2018 sowie 2022 in die Fußball-Regionalliga West aufstieg.